# ES Sétif
Entente Sportive de Sétif (ES Sétif) (ar. وفاق سطيف) – algierski klub piłkarski, grający obecnie w pierwszej lidze algierskiej, mający siedzibę w mieście Satif, leżącym w północno-wschodniej części kraju. Klub został założony w 1958 i gra swoje mecze na Stade 8 Mai 1945.

## Historia
Klub został założony w 1958 roku przez Ali Benaouda i Ali Layass jako Entente Sportive de Sétif (ESS), nazwa została później zmieniona na Entente Pétroliers de Sétifienne (EPS) w 1977 by ponownie w 1984 roku stać się znane jako Entente Plastique de Sétifienne (EPS), a następnie została później zmieniona z powrotem na Entente Sportive de Sétif (ESS).
Pierwsze barwy klubu były zielone i białe, ale po konfrontacji z Armią francuską w meczu z FC Gadir, 8 maja 1945, klub zmienił barwy na czarno-białe na znak smutku dla tych wydarzeń.
ES Sétif to jeden z najbardziej utytułowanych klubów w Algierii, dzięki wygraniu algierskiej ligi 8 razy oraz 8 razy puchar Algierii, co jest rekordem. Warto zaznaczyć, że Sétif nie przegrało żadnego finału w pucharze Algierii. Jest on również jednym z zaledwie trzech algierskich klubów, który wygrał Afrykańską Ligę Mistrzów (1988). Wygrał także Arabska Ligę Mistrzów, dwa razy, czyniąc to w 2007 i 2008. Jest jedynym algierskim zespołem, który wygrał Klubowe Mistrzostwa Afro-Azjatyckie (1989).

## Afrykański Sukces
W 1988 roku ES Sétif wygrał Afrykańską Ligę Mistrzów pokonując Iwuanyanwu Nationale z Nigerii 4:1 w dwumeczu w finale. Po przegranej w pierwszym meczu 1:0 na Liberty Stadium w Ibadanie, ES Sétif strzelił 4 gole w rewanżu w Konstantynie i uniósł trofeum. ES Sétif grał wtedy w drugiej lidze w Algierii dzięki czemu są jedynym klubem w Afryce, który do tej pory zdobyli Afrykańską Ligę Mistrzów nie będąc w najwyższej klasie rozgrywkowej.
Wygrywając w 1988 roku afrykański Afrykańską Ligę Mistrzów, ES Sétif zakwalifikował się do Klubowych Mistrzostw Afro-Azjatyckich w  1989, gdzie pokonał zwycięzcę Azjatyckiej Ligi Mistrzów Al Sadd z Kataru ES Sétif wygrał oba mecze 2:0 u siebie i 3:1 w Doha.
W dniu 29 czerwca 2010, ES Sétif stał się pierwszym w pełni profesjonalnym klubem w Algierii.

## Sukcesy
- Championnat d'Algérie w piłce nożnej: 4 razy
1968, 1987, 2007, 2009
- Puchar Algierii: 8 razy (rekord)
1963, 1964, 1967, 1968, 1980, 1989, 2010, 2012
- Afrykańska Liga Mistrzów: 2 razy
1988, 2014
- Arabska Liga Mistrzów: 2 razy
2007, 2008
- Mistrzostwa Afro-Azjatyckie: 1 raz
1989
- Puchar Mistrzów Afryki Północnej: 1 raz
2009

## Skład na sezon 2011/12
| Nr | Poz. | Piłkarz              |
| -- | ---- | -------------------- |
|    | BR   | Mohamed Benhamou     |
|    | BR   | Nassim Benkhodja     |
|    | BR   | Tarek Berguiga       |
|    | OB   | Riad Benchadi        |
|    | OB   | Sofiane Bengoreine   |
|    | OB   | Abderrahmane Hachoud |
|    | OB   | Adel Lakhdari        |
|    | OB   | Smail Diss           |
|    | OB   | Mokhtar Megueni      |
|    | OB   | Mourad Delhoum       |
|    | PO   | Farouk Belkaid       |
|    | PO   | Houssameddine Aouf   |
|    | PO   | Lakhdar Bentaleb     |

| Nr | Poz. | Piłkarz                 |
| -- | ---- | ----------------------- |
|    | PO   | Abdelmoumene Djabou     |
|    | PO   | Rachid Ferrahi          |
|    | PO   | Amir Karaoui            |
|    | PO   | Malki                   |
|    | PO   | Mohamed El Amine Tiouli |
|    | PO   | Kouame Valentin         |
|    | PO   | Sofiene Zaâboub         |
|    | NA   | Mohamed Amine Aoudia    |
|    | NA   | Mokhtar Benmoussa       |
|    | NA   | Akhtar Djahnit          |
|    | NA   | Youcef Ghazali          |
|    | NA   | Kaled Gourmi            |
|    | NA   | Rachid Nadji            |
|    | NA   | Youssef Sofiane         |